# Oxhuvudspinnare

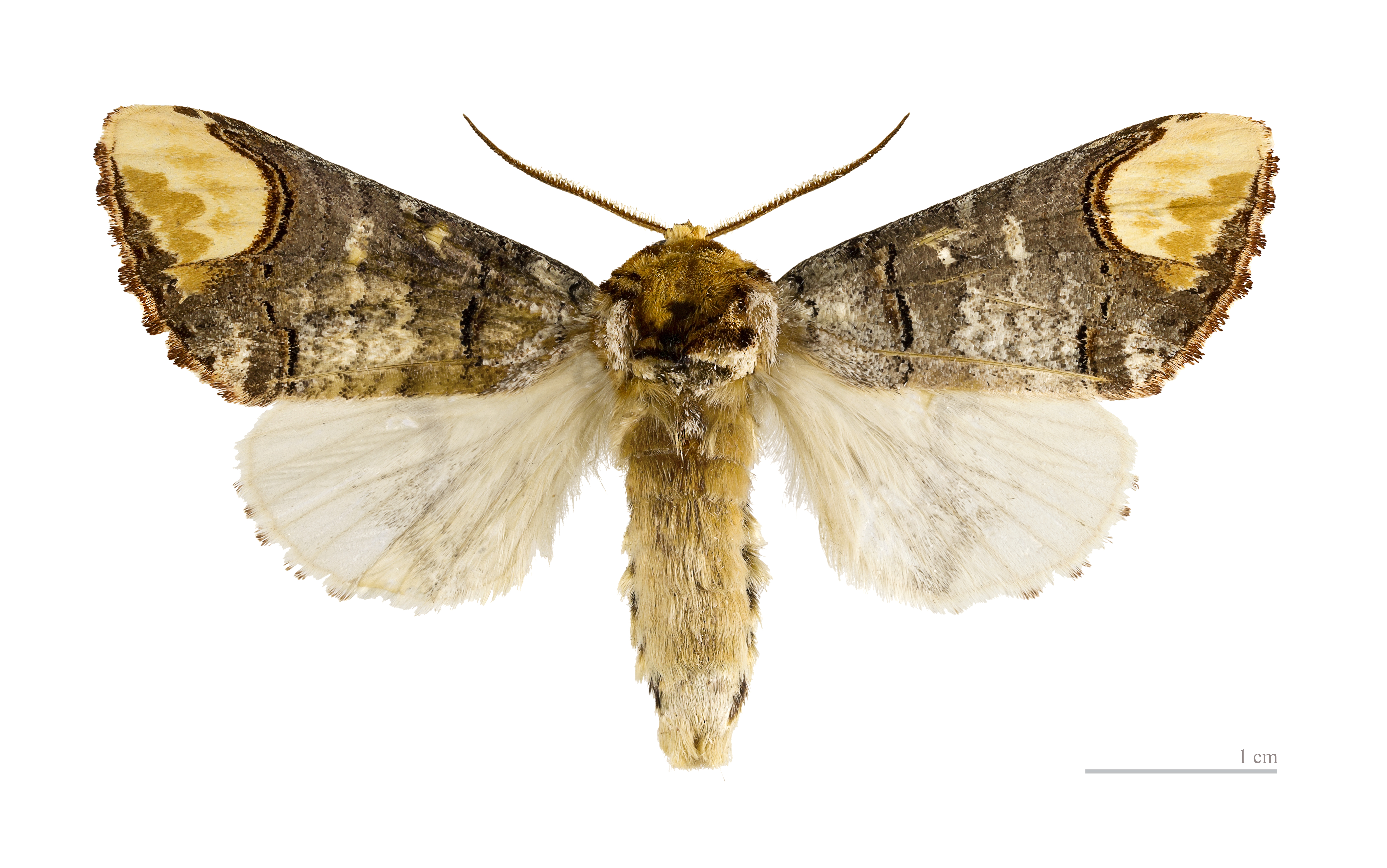
Phalera bucephala ♂

Oxhuvudspinnare, Phalera bucephala, är en nattaktiv fjäril som kamouflerar sig genom att vara mycket lik en avbruten trädkvist när den sitter och vilar. Larverna är gula och svarta och lever i större grupper på olika lövträd. Denna fjäril förekommer i större delen av Europa och österut till centrala Asien samt i östra Asien.

## Utseende
Hanen och honan är nästan helt lika till utseendet. Vingspannet ligger mellan 45 och 65 millimeter. Framvingen är något marmorerad i olika grå och gråbruna nyanser. Vid framhörnet finns en stor och ganska rund gulvit fläck. Tvärs över vingen finns ett par smala band i ljusbrunt och mörkbrunt. Det ena av dessa följer den stora gulvita fläcken. Bakvingen är ljust gulvit med några ljust gråvita skuggningar. Huvudet och främre delen av mellankroppen är gula. Bakre delen av mellankroppen är gråbrun och bakkroppen är gulbrun med mörkbruna fläckar på sidorna. När oxhuvudspinnaren sitter still och vilar böjer den vingarna längs med kroppen och är då mycket lik en avbruten trädkvist.
Larven är starkt gulorange med svarta längsgående linjer som är avbrutna på varje segment så att den även ser tvärrandigt gul ut. Den blir upp till 75 millimeter lång.

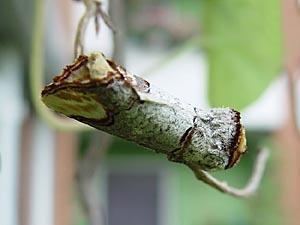
En oxhuvudspinnare med vingarna hopfällda är mycket lik en trädkvist.
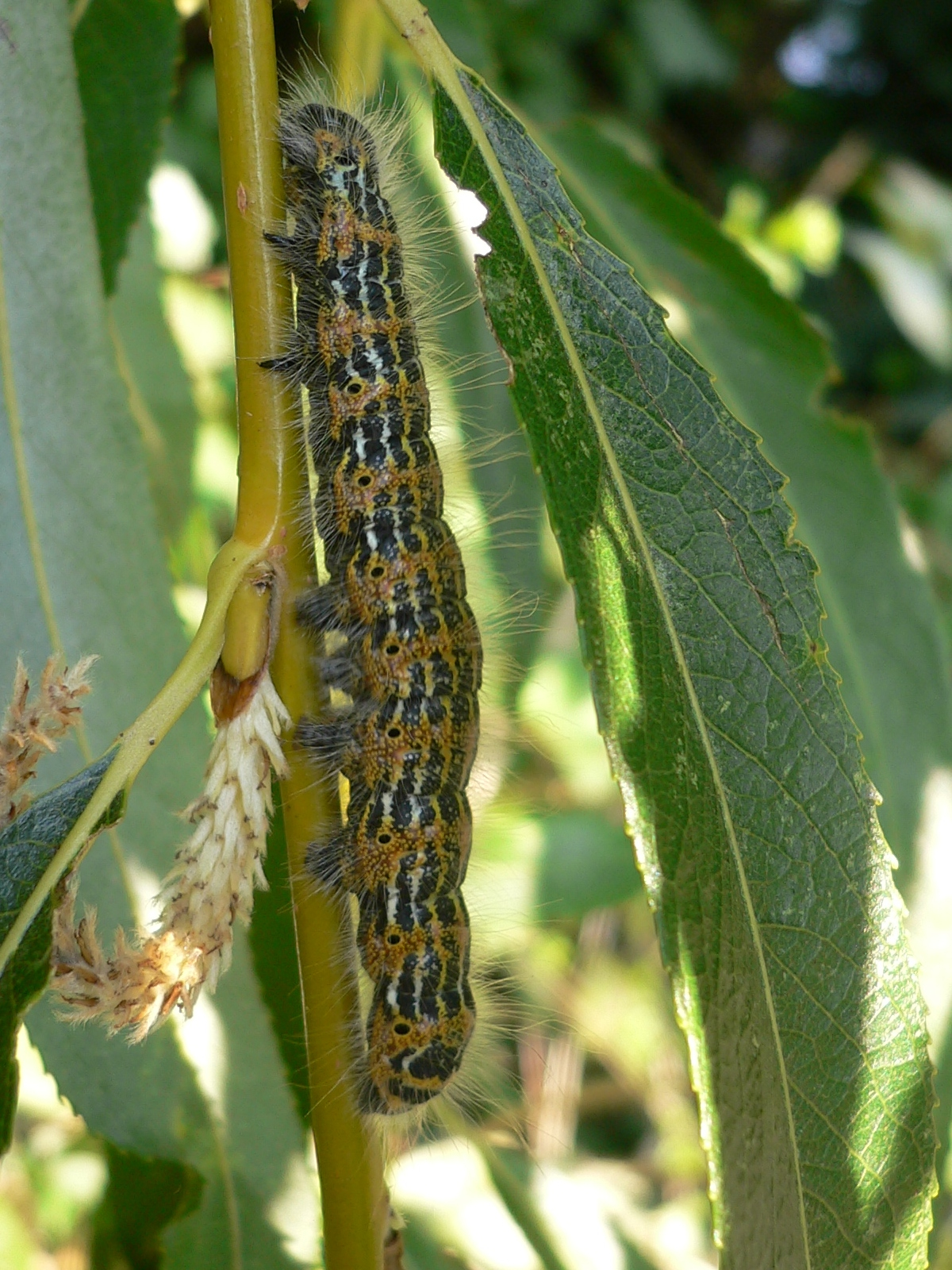
En oxhuvudspinnarlarv.
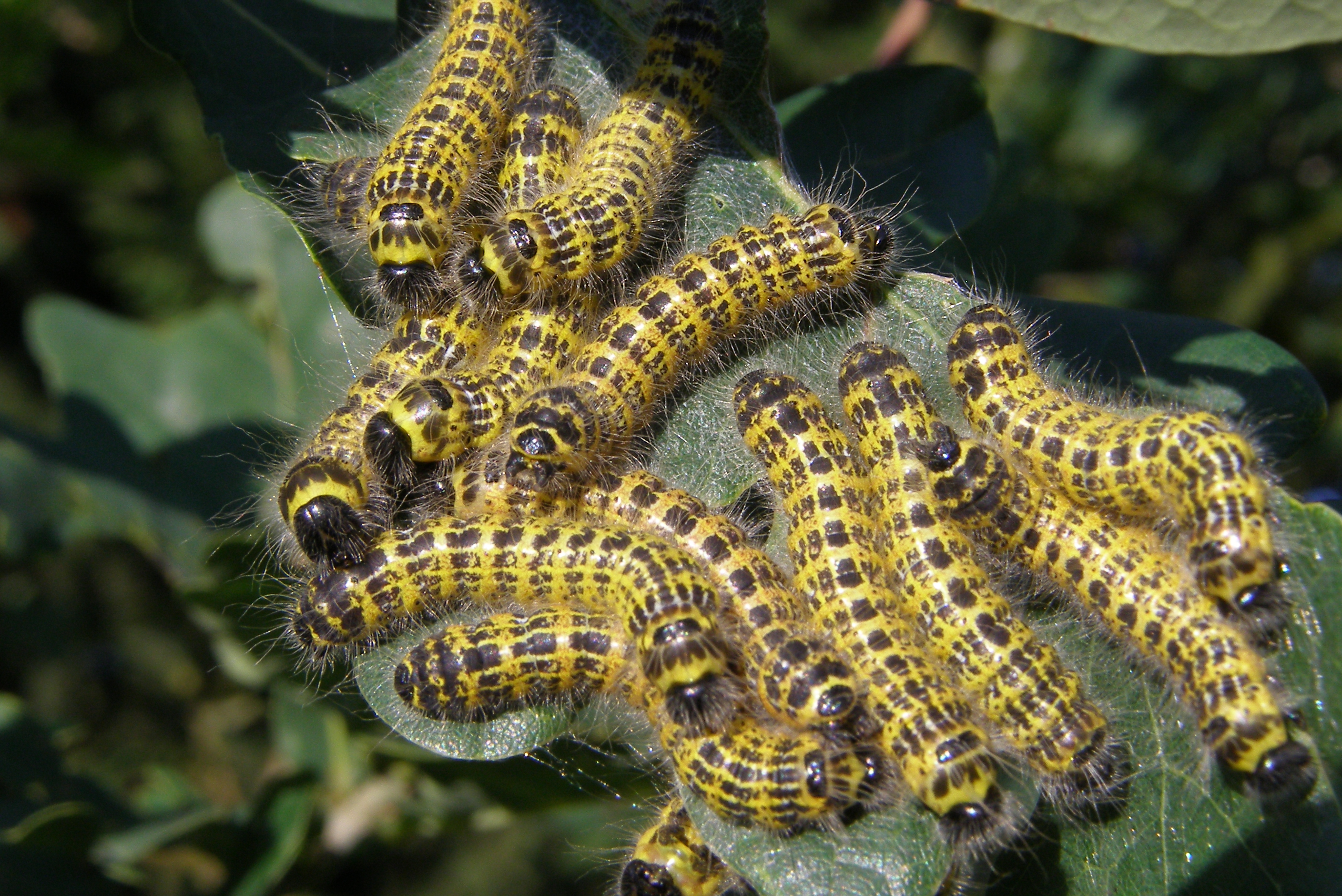
Unga larver lever ofta i grupper.

## Levnadssätt
Denna fjäril, liksom alla andra fjärilar, genomgår under sitt liv fyra olika stadier; ägg, larv, puppa och fullvuxen (imago). En sådan förvandling kallas för fullständig metamorfos.
Flygtiden, den period när fjärilen är fullvuxen, infaller i juni till juli eller augusti. I de södra delarna av utbredningsområdet flyger den ofta i två generationer på en sommar. Oxhuvudspinnaren är endast aktiv på natten. Under flygtiden parar sig fjärilarna och honan lägger äggen på undersidorna av värdväxternas blad.
Ur ägget kläcks larven. Värdväxter, de växter larven lever på och äter av, är olika lövträd bland annat arter i björksläktet, videsläktet, lindsläktet och poppelsläktet. Larverna lever fram till sista utvecklingsstadiet i större grupper och de kan kaläta hela trädgrenar från löv. I sitt sista larvstadium vandrar larven iväg på egen hand för att förpuppas en liten bit ner i markytan. Puppan övervintrar och på försommaren året därpå kläcks den fullbildade fjärilen ur puppan och en ny flygtid börjar.

## Habitat och utbredning
Oxhuvudspinnarens habitat, den miljö den lever i, är vanligen olika slags lövskogar men den kan också påträffas i trädgårdar och parker där det finns lövträd.
Utbredningsområdet sträcker sig från Europa och österut till centrala Asien, samt att den förekommer även i östra Asien. I Norden finns den i Danmark, i södra Norge och södra Finland samt i Sverige upp till Dalälven.